# 福岡県道738号二森石崎線
福岡県道738号二森石崎線（ふくおかけんどう738ごう ふたもりいしざきせん）は、福岡県小郡市から久留米市に至る一般県道である。

## 概要
小郡市から久留米市東部への裏道にあたるため、交通量は多い。久留米市宮ノ陣町八丁島から北野町十郎丸までの区間は福岡県道81号久留米浮羽線と重複している。

### 路線データ
- 起点：福岡県小郡市二森（二森交差点、佐賀県道・福岡県道14号鳥栖朝倉線交点）
- 終点：福岡県久留米市北野町石崎（神代橋交差点、福岡県道53号久留米筑紫野線交点）

## 路線状況

### 重複区間
- 福岡県道81号久留米浮羽線（久留米市宮ノ陣町八丁島・八丁島交差点 - 久留米市北野町十郎丸・十郎丸交差点）

## 地理

### 通過する自治体
- 小郡市
- 久留米市

### 交差する道路
| 交差する道路                                    | 市町村名 | 交差する場所   | 交差する場所        |
| ----------------------------------------------- | -------- | -------------- | ------------------- |
| 佐賀県道・福岡県道14号鳥栖朝倉線                | 小郡市   | 二森           | 二森交差点 / 起点   |
| 国道322号 福岡県道81号久留米浮羽線 重複区間起点 | 久留米市 | 宮ノ陣町八丁島 | 八丁島交差点        |
| 福岡県道81号久留米浮羽線 重複区間終点           | 久留米市 | 北野町十郎丸   | 十郎丸交差点        |
| 福岡県道53号久留米筑紫野線                      | 久留米市 | 北野町石崎     | 神代橋交差点 / 終点 |

### 交差する鉄道
- 西鉄甘木線

### 沿線
- 西鉄天神大牟田線 端間駅（起点付近）
- 小郡警察署 味坂駐在所
- 小郡市立宝城中学校
- 小郡市立味坂小学校
- 八丁島広場
- 西鉄甘木線 古賀茶屋駅
- 筑後川